# Лопар (Фојница)
Лопар је насељено место у Босни и Херцеговини у општини Фојница. Административно припада Федерацији Босне и Херцеговине, односно њеном Средњобосанском кантону. Према попису становништва из 2013. у насељу је било 125 становника, а већинску популацију у насељу пре рата чинили су Бошњаци.

## Становништво
По последњем службеном попису становништва из 2013. године у овом насељу живело је 125 становника, а село је пре рата било етнички хомогено са већинском бошњачком популацијом.
| Националност | 2013. | 1991.       | 1981.       | 1971.       |
| Хрвати       | —     | 10 (100,0%) | 13 (100,0%) | 15 (100,0%) |
| Укупно       | 125   | 10          | 13          | 15          |